# Na skalce
Na skalce je s nadmořskou výškou 1032 m n. m. čtvrtou nejvyšší horou Šumavského podhůří. Leží v Prachatické hornatině, asi 1,5 km jižně od Libína a 5 km jižně od Prachatic. Vrcholová část náleží do katastrálního území Skříněřov obce Zbytiny. Vrchol korunuje výrazná skála 
Hora má dva vrcholy – jižní vrchol má uváděnou nadmořskou výšku 1027 m n. m. Na svazích hory jsou četné skalky a balvany. Zalesněno smrkovým lesem, na jižním svahu smíšeným, vrcholy bez výhledů.

## Přístup
Přístup od rozcestí Sedélko v sedle s Libínem, kam vede silnička z osady Libínské Sedlo a je zde i malé parkoviště. Od rozcestí vede na jihozápad modře značená cesta směrem na Rohanovský vrch. Vrchol Na skalce se nachází asi 200 m vpravo od této cesty.

## Vedlejší vrchol
Asi 500 m severozápadně od hlavního vrcholu se nachází vedlejší SZ vrchol (1003 m n. m., souřadnice 48°58′ s. š., 14°0′18″ v. d.). Jde o zalesněný plochý výběžek, bez výhledu, přístupný úzkým průsekem od hlavního vrcholu.